# 福の神 (アリストパネス)
『福の神』（ふくのかみ、希: Πλοῦτος, Ploutos, プルートス、羅: Plutus）は、古代ギリシアのアリストパネスによるギリシア喜劇の1つ。
原題の「プルートス」は、「富の神」（福の神）を意味すると同時に、「富」そのものも意味した。
アテナイの老農夫クレミュロス、その召使カリオーン、富神プルートス、貧乏女神ペニアー、伝令・商売神ヘルメース等が絡みながら、貧富の問題を風刺する物語が展開される。
紀元前388年に上演された。アリストパネスによって生前に上演された最後の作品である。アリストパネスはこの後に、『コーカロス』『アイオロシコーン』という2作品を書いているが、これらは彼の死後に息子アラーロースによって上演された。
紀元前408年にも同名の作品が上演されているが、断片しか残っておらず、内容上の関連性は分かっていない。

## 日本語訳
- 『ギリシア喜劇全集4』「プルートス」安村典子訳、岩波書店、2009年
- 『ギリシア喜劇2 アリストパネス』 村川堅太郎訳、ちくま文庫、1986年
  - 『世界古典文学全集12　アリストパネス』 筑摩書房、1964年 - 元版
  - 『ギリシア喜劇全集2』 人文書院、1961年 - 別版